# Breukelen-Sint-Pieters
Breukelen-Sint-Pieters est une ancienne commune néerlandaise de la province d'Utrecht.
Du 1er janvier 1812 au 1er janvier 1818, la commune était regroupée avec quatre autres communes à la première commune de Breukelen, qui n'a existé que 6 ans. Lors de son rétablissement en 1818, une partie de la commune de Tienhoven est également rattachée à Breukelen-Sint-Pieters.
Breukelen-Sint-Pieters était composée d'une partie du village de Breukelen située à l'est du Vecht et le hameau de Breukeleveen. En 1840, la commune comptait 149 maisons et 837 habitants, dont 439 à Breukelen et 398 à Breukeleveen.
Le 1er mai 1949 Breukelen-Sint-Pieters a fusionné avec la commune de Breukelen-Nijenrode, pour former la nouvelle commune de Breukelen.